# Астахов (Волгоградская область)
Астахов — хутор в Киквидзенском районе Волгоградской области России, в составе Чернореченского сельского поселения.
Население - 37 (2010)

## История
Согласно алфавитному списку населённых мест Области Войска Донского 1915 года земельный надел хутора составлял 1000 десятин, на хуторе проживали 61 мужчина и 65 женщин. Хутор обслуживало Секачёвское почтовое отделение (хутор Секачи).
В 1928 году хутор был включен в состав Преображенского района (в 1936 году переименован в Киквидзенский район) Хопёрского округа (упразднён в 1930 году) Нижне-Волжского края (с 1934 года - Сталинградский край). Хутор являлся центром Астаховского сельсовета. В январе 1935 года Астаховский сельсовет передан в состав Вязовского района, в апреле того же года Мачешанского района Сталинградского края (с 1936 года - Сталинградская область). В 1953 году Хомутовский, Петровский, Второкаменский и Астаховский сельсоветы были объединены в один Хомутовский сельский совет (впоследствии переименован в Чернореченский сельсовет), центр хутор Чернолагутинский.
В 1959 году Мачешанский район был упразднён, территория передана в состав Еланского района. Решением Волгоградского облисполкома от 18 января 1965 года  № 2/35 в результате разукрупнения Еланского района был образован Киквидзенский район, Чернореченский сельсовет был передан в состав Киквидзенского района.

## География
Хутор находится на юго-востоке Киквидзенского района в пределах Хопёрско-Бузулукской равнины, являющейся южным окончанием Окско-Донской низменности, на левом берегу реки Чёрной (левый приток реки Бузулук), на высоте около 110 метров над уровнем моря. Почвы — чернозёмы южные.
По автомобильным дорогам расстояние до областного центра города Волгоград составляет 330 км, до районного центра станицы Преображенской — 40 км, до хутора Чернолагутинский - 9,9 км.
Часовой пояс
Астахов, как и вся Волгоградская область, находится в часовой зоне МСК (московское время). Смещение применяемого времени относительно UTC составляет +3:00.

## Население
Динамика численности населения по годам:
| 1915 | 1987 |
| ---- | ---- |
| 126  | ≈140 |

| 2010 |
| ---- |
| 37   |